# Pollucit
Pollucit (IMA-Symbol Pol) ist ein selten vorkommendes Mineral aus der Mineralklasse der „Silikate und Germanate“ mit der chemischen Zusammensetzung Cs(Si2Al)O6·nH2O und damit chemisch gesehen ein wasserhaltiges Cäsium-Silikat mit zusätzlichen Sauerstoffionen.
Pollucit kristallisiert im kubischen Kristallsystem und entwickelt selten kubische, dodekaedrische oder trapezförmige Kristalle bis zu 12 cm Größe, meist aber abgerundete, massive Körner und ist farblos, weiß oder grau, manchmal auch pink, violett oder blau gefärbt.
Pollucit bildet mit Analcim eine Mineralserie.

## Etymologie und Geschichte
Pollucit wurde erstmals 1846 von August Breithaupt in der Typlokalität San Piero in Campo auf der italienischen Insel Elba gefunden. Er nannte das Mineral nach der griechischen Sagengestalt Pollux zunächst Pollux, später wurde der Name auf Pollucit geändert. Der Grund für die Wahl dieses Namens liegt darin, dass das Mineral stets mit Petalit vergesellschaftet ist, das er dementsprechend Kastor nannte. Das Mineral wurde von C.F. Plattner auch chemisch untersucht, da jedoch das enthaltene Element Caesium noch nicht bekannt war, bestimmte er das Mineral irrtümlich als stark kaliumhaltig.

## Klassifikation
Bereits in der veralteten 8. Auflage der Mineralsystematik nach Strunz gehörte der Pollucit zur Mineralklasse der „Silikate und Germanate“ und dort zur Abteilung der „Gerüstsilikate (Tektosilikate)“, wo er zusammen mit Analcim, Hsianghualith, Leucit und Wairakit sowie dem 1997 diskreditierten Viséit die „Analcim-Leucit-Gruppe“ mit der System-Nr. VIII/F.02 bildete.
Im zuletzt 2018 überarbeiteten und aktualisierten Lapis-Mineralienverzeichnis nach Stefan Weiß, das sich aus Rücksicht auf private Sammler und institutionelle Sammlungen noch nach dieser alten Form der Systematik von Karl Hugo Strunz richtet, erhielt das Mineral die System- und Mineral-Nr. VIII/J.27-20. In der „Lapis-Systematik“ entspricht dies ebenfalls der Abteilung „Gerüstsilikate“, wo Pollucit zusammen mit Analcim, Faujasit-Ca, Faujasit-Mg, Faujasit-Na, Kirchhoffit, Paulingit-Ca, Paulingit-K, Paulingit-Na und Wairakit eine eigenständige, aber unbenannte Gruppe bildet.
Die von der International Mineralogical Association (IMA) zuletzt 2009 aktualisierte 9. Auflage der Strunz’schen Mineralsystematik ordnet den Pollucit in die neue und präziser definierte Abteilung der „Gerüstsilikate (Tektosilikate) mit zeolithischem H2O; Familie der Zeolithe“ ein. Diese ist zudem weiter unterteilt nach Struktur der Silikat-Gerüste, so dass das Mineral entsprechend seinem Aufbau in der Unterabteilung „Ketten von einfach verbundenen Vierer-Ringen“ zu finden ist, wo es zusammen mit Ammonioleucit, Analcim, Hsianghualith, Leucit, Lithosit und Wairakit die „Analcimgruppe“ mit der System-Nr. 9.GB.05 bildet.
Auch die vorwiegend im englischen Sprachraum gebräuchliche Systematik der Minerale nach Dana ordnet den Pollucit in die Klasse der „Silikate und Germanate“ und dort in die Abteilung der „Gerüstsilikate: Zeolith-Gruppe“ ein. Hier ist er zusammen mit Analcim, Hsianghualith, Laumontit und Wairakit in der „Analcim und verwandte Arten“ mit der System-Nr. 77.01.01 innerhalb der Unterabteilung „Echte Zeolithe“ zu finden.

## Kristallstruktur
Pollucit kristallisiert im in der kubischen Raumgruppe Ia3d (Raumgruppen-Nr. 230) mit dem Gitterparameter a = 13,67 Å sowie 16 Formeleinheiten pro Elementarzelle.

## Bildung und Fundorte
Pollucit findet sich in lithiumreichen Granit-Pegmatiten. Dort tritt er unter anderem vergesellschaftet mit Albit, Amblygonit, Apatit, Columbit, Elbait, Eukryptit, Kalifeldspat, Kassiterit, Lepidolith, Muskovit, Petalit, Quarz, Spodumen und Mikroklin auf.
Da Pollucit zu den eher seltenen Mineralbildungen gehört, kann er an verschiedenen Orten zum Teil zwar reichlich vorhanden sein, insgesamt ist er aber wenig verbreitet. Weltweit sind bisher rund 170 Fundstätten dokumentiert (Stand 2022).
Die größten Funde an Pollucit sind aus der Umgebung von Lac du Bonnet in der kanadischen Provinz Manitoba bekannt. Weitere wichtige Fundorte sind Elba, Bikita in Simbabwe, Karibib in Namibia, Afghanistan, Pakistan, Skellefteå in Schweden, Itinga in Brasilien sowie die US-Bundesstaaten Maine, Connecticut, South Dakota und Kalifornien.

## Verwendung
Die Pollucit-Vorkommen in Lac du Bonnet sind der Rohstoff für die Gewinnung aller Caesiumverbindungen und auch von elementarem Caesium.